# Tropicalísimo (cóctel)
El tropicalísimo es un cóctel chileno tradicional elaborado con pisco y jugo de frutas tropical. Otras variantes han sido elaboradas con otras bebidas alcohólicas como vino blanco, pipeño o vodka. Similar al tropicalísimo es el trago llamado Escocia tropical, creado en la ciudad de Glasgow en Escocia, cuando a falta de jugo de frutas tropicales el pisco se mezcló con jugo de arándanos y extracto de jugo de lima.

## Ingredientes
La receta varía según los gustos y se puede hasta improvisar, pero por lo general incluye:
- Pisco
- Jugo de frutas tropicales (piña, mango o la mezcla)
- Hielo
- Trozos de frutas tropicales
- Vino blanco
- Alcohol (opcional)

## Preparación
En un vaso de unos 250ml, se llena con vino blanco hasta por lo menos 3/4 del vaso y lo demás con bebida de saborizante a piña. La mezcla se bate y se sirve. 
El hielo puede ser licuado hasta ser pequeños añicos y entonces servir combinado, se tiene que licuar junto con los ingredientes. 